# Persarmenia

Le quindici province dell'Armenia storica, la Persarmenia a sud-est.

Norshirakan (in armeno Նոր Շիրական?), o Parskahayk (in armeno Պարսկահայք?) o Persarmenia è stata la settima provincia del Regno d'Armenia, era situata sulla riva occidentale del lago Urmia, e confinava con il regno di Adiabene e di Atropatene, ora nel nord-ovest dell'Iran.
Nel 384, dopo la spartizione della Grande Armenia tra l'Impero romano e l'Impero sasanide, questo territorio cadde sotto l'influenza sasanide e divenne noto come Persarmenia.

## Suddivisioni
Il centro della provincia era Zarehavan.
Norshirakan possedeva nove cantoni:
- Zaravand
- Kho
- Arna
- Zarehavan
- Tamber
- Trabi
- Ayli (Kurijan)
- Mari
- Arisi